# Wyścigowe Samochodowe Mistrzostwa Polski 1986
Sezon 1986 był trzydziestym sezonem Wyścigowych Samochodowych Mistrzostw Polski.
Sezon liczył pięć eliminacji, rozgrywanych w Poznaniu (trzy razy), Toruniu i Kielcach. Punkty przyznawano według klucza 50-46-43-41-40-39-38-37-36-35 etc., przy czym zawodnikom w końcowej klasyfikacji uwzględniano cztery najlepsze wyniki.

## Kategorie
Samochody były podzielone na następujące grupy według regulaminu FIA:
- Grupa N – samochody turystyczne, których produkcja w ciągu 12 miesięcy przekraczała pięć tysięcy egzemplarzy. Modyfikowanie tych samochodów pod kątem poprawy osiągów było niemal całkowicie zabronione;
- Grupa A – samochody turystyczne, których produkcja w ciągu 12 miesięcy przekraczała pięć tysięcy egzemplarzy. Dozwolony był duży zakres przeróbek pod kątem poprawy osiągów;
- Grupa B – samochody GT, których produkcja w ciągu 12 miesięcy przekraczała dwieście egzemplarzy. Dozwolony był duży zakres przeróbek pod kątem poprawy osiągów;
- Grupa C – samochody sportowe o dwudrzwiowych nadwoziach z silnikami pochodzącymi z pojazdów homologowanych w grupie A lub B;
- Grupa E – samochody wyścigowe formuły wolnej oraz formuł narodowych (Formuła Easter i Formuła Polonia).

Samochody były dodatkowo podzielone na następujące klasy:
- Klasa 1 – wyłącznie samochody Polski Fiat 126p grupy N;
- Klasa 2 – wyłącznie samochody Polski Fiat 126p grupy A;
- Klasa 3 – gr. A, poj. do 700 cm³;
- Klasa 4 – samochody Polski Fiat 125p i Polonez 1500 grupy A oraz samochody grupy A o poj. do 1300 cm³ wyprodukowane w krajach socjalistycznych;
- Klasa 5 – gr. A, B i C, poj. do 2500 cm³ oraz prototypy krajowe, poj. do 2000 cm³;
- Klasa 6 – Formuła Easter;
- Klasa 7 – Formuła Polonia (napędzane silnikami Polskiego Fiata 125p 1,3).

## Zwycięzcy
| Data           | Tor    | Klasa   | Zwycięzca (kierowcy)  | Samochód            | Zwycięzca (zespoły)           |
| -------------- | ------ | ------- | --------------------- | ------------------- | ----------------------------- |
| 10–11 maja     | Poznań | klasa 1 | Jacek Chojnacki       | Polski Fiat 126p    | Automobilklub Warszawski      |
| 10–11 maja     | Poznań | klasa 2 | Wojciech Smorawiński  | Polski Fiat 126p    | Automobilklub Wielkopolski    |
| 10–11 maja     | Poznań | klasa 3 | Tomasz Barański       | Polski Fiat 126p    | Automobilklub Łódzki          |
| 10–11 maja     | Poznań | klasa 4 | Krzysztof Godwod      | FSO 1500            | Autoklub Rzemieślnik Warszawa |
| 10–11 maja     | Poznań | klasa 5 | Andrzej Mielcarek     | Volkswagen Scirocco | Automobilklub Wielkopolski    |
| 10–11 maja     | Poznań | klasa 6 | Piotr Górecki         | Promot 85           | Automobilklub Morski          |
| 10–11 maja     | Poznań | klasa 7 | Eugeniusz Zarzycki    | Promot 81           | Autoklub Rzemieślnik Warszawa |
| 24–25 maja     | Poznań | klasa 1 | Jacek Chojnacki       | Polski Fiat 126p    | Automobilklub Warszawski      |
| 24–25 maja     | Poznań | klasa 2 | Wojciech Smorawiński  | Polski Fiat 126p    | Automobilklub Wielkopolski    |
| 24–25 maja     | Poznań | klasa 3 | Tomasz Barański       | Polski Fiat 126p    | Automobilklub Łódzki          |
| 24–25 maja     | Poznań | klasa 4 | Krzysztof Godwod      | FSO 1500            | Autoklub Rzemieślnik Warszawa |
| 24–25 maja     | Poznań | klasa 5 | Lesław Orski          | Volkswagen Golf GTI | Automobilklub Morski          |
| 24–25 maja     | Poznań | klasa 6 | Stefan Banaszak       | Promot 83           | Automobilklub Szczeciński     |
| 24–25 maja     | Poznań | klasa 7 | Kazimierz Sołtowski   | Promot 82           | Automobilklub Szczeciński     |
| 21–22 czerwca  | Poznań | klasa 1 | Jacek Chojnacki       | Polski Fiat 126p    | Automobilklub Warszawski      |
| 21–22 czerwca  | Poznań | klasa 2 | Piotr Kolasiński      | Polski Fiat 126p    | Automobilklub Wielkopolski    |
| 21–22 czerwca  | Poznań | klasa 3 | Michał Adamski        | Polski Fiat 126p    | Automobilklub Łódzki          |
| 21–22 czerwca  | Poznań | klasa 4 | Jerzy Franek          | Łada 2105 MTX       | BKM Bielsko-Biała             |
| 21–22 czerwca  | Poznań | klasa 5 | Andrzej Mielcarek     | Volkswagen Scirocco | Automobilklub Wielkopolski    |
| 21–22 czerwca  | Poznań | klasa 6 | Stefan Banaszak       | Promot 83           | Automobilklub Szczeciński     |
| 21–22 czerwca  | Poznań | klasa 7 | Kazimierz Sołtowski   | Promot 82           | Automobilklub Szczeciński     |
| 6–7 września   | Toruń  | klasa 1 | Jacek Chojnacki       | Polski Fiat 126p    | Automobilklub Warszawski      |
| 6–7 września   | Toruń  | klasa 2 | Wojciech Cołoszyński  | Polski Fiat 126p    | Automobilklub Warszawski      |
| 6–7 września   | Toruń  | klasa 3 | Klaus Schumann        | Trabant             |                               |
| 6–7 września   | Toruń  | klasa 4 | Jerzy Franek          | Łada 2105 MTX       | BKM Bielsko-Biała             |
| 6–7 września   | Toruń  | klasa 5 | Jerzy Dyszy           | Łada 2105           | Autoklub Rzemieślnik Warszawa |
| 6–7 września   | Toruń  | klasa 6 | Stefan Banaszak       | Promot 83           | Automobilklub Szczeciński     |
| 6–7 września   | Toruń  | klasa 7 | Eugeniusz Zarzycki    | Promot 81           | Autoklub Rzemieślnik Warszawa |
| 27–28 września | Toruń  | klasa 1 | Krzysztof Skotarek    | Polski Fiat 126p    | Automobilklub Warszawski      |
| 27–28 września | Toruń  | klasa 2 | Wojciech Smorawiński  | Polski Fiat 126p    | Automobilklub Wielkopolski    |
| 27–28 września | Toruń  | klasa 3 | Włodzimierz Krukowski |                     | Automobilklub Świętokrzyski   |
| 27–28 września | Toruń  | klasa 4 | Jerzy Franek          | Łada 2105 MTX       | BKM Bielsko-Biała             |
| 27–28 września | Toruń  | klasa 5 | Lesław Orski          | Volkswagen Golf GTI | Automobilklub Morski          |
| 27–28 września | Toruń  | klasa 6 | Jerzy Mazur           | MTX 1-06            | Automobilklub Dolnośląski     |
| 27–28 września | Toruń  | klasa 7 | Eugeniusz Zarzycki    | Promot 81           | Autoklub Rzemieślnik Warszawa |

## Mistrzowie
| Klasa   | Kierowca             | Samochód            | Zespół                        |
| ------- | -------------------- | ------------------- | ----------------------------- |
| klasa 1 | Jacek Chojnacki      | Polski Fiat 126p    | Automobilklub Warszawski      |
| klasa 2 | Wojciech Smorawiński | Polski Fiat 126p    | Automobilklub Wielkopolski    |
| klasa 3 | Tomasz Barański      | Polski Fiat 126p    | Automobilklub Łódzki          |
| klasa 4 | Jerzy Franek         | Łada 2105 MTX       | BKM Bielsko-Biała             |
| klasa 5 | Andrzej Mielcarek    | Volkswagen Scirocco | Automobilklub Wielkopolski    |
| klasa 6 | Stefan Banaszak      | Promot 83           | Automobilklub Szczeciński     |
| klasa 7 | Eugeniusz Zarzycki   | Promot 81           | Autoklub Rzemieślnik Warszawa |